# 亡命徒
《亡命徒》（英語：The Quarry）是一部2020年的美國懸疑驚悚電影，由Scott Teems執導，Teems和Andrew Brotzman編劇，改編自戴蒙·加爾古特的同名小說。主演是希亞·溫漢、米高·沙朗、凱特琳娜·桑迪諾·莫雷諾、Bobby Soto、布魯諾·畢契爾和Alvaro Martinez。
本片安排在2020年4月17日上映，獅門影視公司發行。

## 演員
- 希亞·溫漢 飾 男人
- 米高·沙朗 飾 Chief Moore
- 凱特琳娜·桑迪諾·莫雷諾 飾 Celia
- Bobby Soto 飾 Valentin
- 布魯諾·畢契爾（英语：Bruno Bichir） 飾 David Martin
- Alvaro Martinez 飾 Poco

## 製作
2019年4月，宣布希亞·溫漢和米高·沙朗已經加入本片演出，Scott Teems負責執導，他與Andrew Brotzman根據戴蒙·加爾古特的同名小說編寫了劇本。

## 外部連結
互联网电影数据库（IMDb）上《亡命徒》的资料（英文）